# Sensitive Abhängigkeit
Die  sensitive Abhängigkeit von den Anfangswerten ist eine zentrale Charakteristik chaotischer dynamischer Systeme. Darunter verstanden wird die Eigenschaft solcher Systeme, bei einer nur infinitesimal kleinen Änderung der Anfangsbedingungen ein vollkommen unterschiedliches Systemverhalten im Zeitverlauf zu erzeugen. In diesem Sinn spricht man in der Mathematik von deterministischem Chaos: Die Entwicklung eines chaotischen dynamischen Systems ist als Folge der Unvermeidbarkeit von Messfehlern bei der Bestimmung des Anfangszustandes unvorhersagbar, nicht aufgrund eines stochastischen Verhaltens.

## Definition
In der Literatur findet man unterschiedliche Konzeptionen sensitiver Abhängigkeit. Hier sollen drei verbreitete Definitionen angegeben werden.
Im Folgenden sei stets 
{\displaystyle f\colon I\subseteq \mathbb {R} \to I}
eine stetige Abbildung und {\displaystyle (I,f)} ein dynamisches System.

### Nach Li/Yorke
{\displaystyle f} hat sensitive Abhängigkeit von den Anfangswerten nach Li und Yorke, wenn eine überabzählbare Teilmenge {\displaystyle S\subseteq I} existiert, so dass für alle {\displaystyle x,y\in S} mit {\displaystyle x\neq y} gilt:
{\displaystyle \limsup _{n\to \infty }|f^{n}(x)-f^{n}(y)|>0}
und
{\displaystyle \liminf _{n\to \infty }|f^{n}(x)-f^{n}(y)|=0}

### Nach Guckenheimer
{\displaystyle f} hat sensitive Abhängigkeit von den Anfangswerten nach Guckenheimer, wenn eine Teilmenge {\displaystyle S\subseteq I} von positivem Lebesgue-Maß existiert und ein {\displaystyle \varepsilon >0} so dass für alle {\displaystyle x\in S} und jede Umgebung {\displaystyle U} von {\displaystyle x} ein {\displaystyle y\in U\cap S} und ein {\displaystyle n\in \mathbb {N} } existieren mit
{\displaystyle |f^{n}(x)-f^{n}(y)|>\varepsilon }

### Nach Ruelle
{\displaystyle f} hat sensitive Abhängigkeit von den Anfangswerten nach Ruelle, wenn ein ergodisches Maß {\displaystyle \mu } existiert, so dass
{\displaystyle \lim _{n\to \infty }{\frac {1}{n}}\ln \left|{\frac {df^{n}}{dx}}(x)\right|=\lambda _{f}>0}
für {\displaystyle \mu }--fast alle {\displaystyle x\in I} erfüllt ist. {\displaystyle \lambda _{f}} ist der Ljapunow-Exponent von {\displaystyle f}.